# Ådneskjeret
Ådneskjeret est une île norvégienne du comté de Vestland appartenant administrativement à Bømlo.

## Description
Rocheuse et désertique, à fleur d'eau, elle s'étend sur environ 48 m de longueur pour une largeur approximative de 40 m.